# Valérie Gauvin

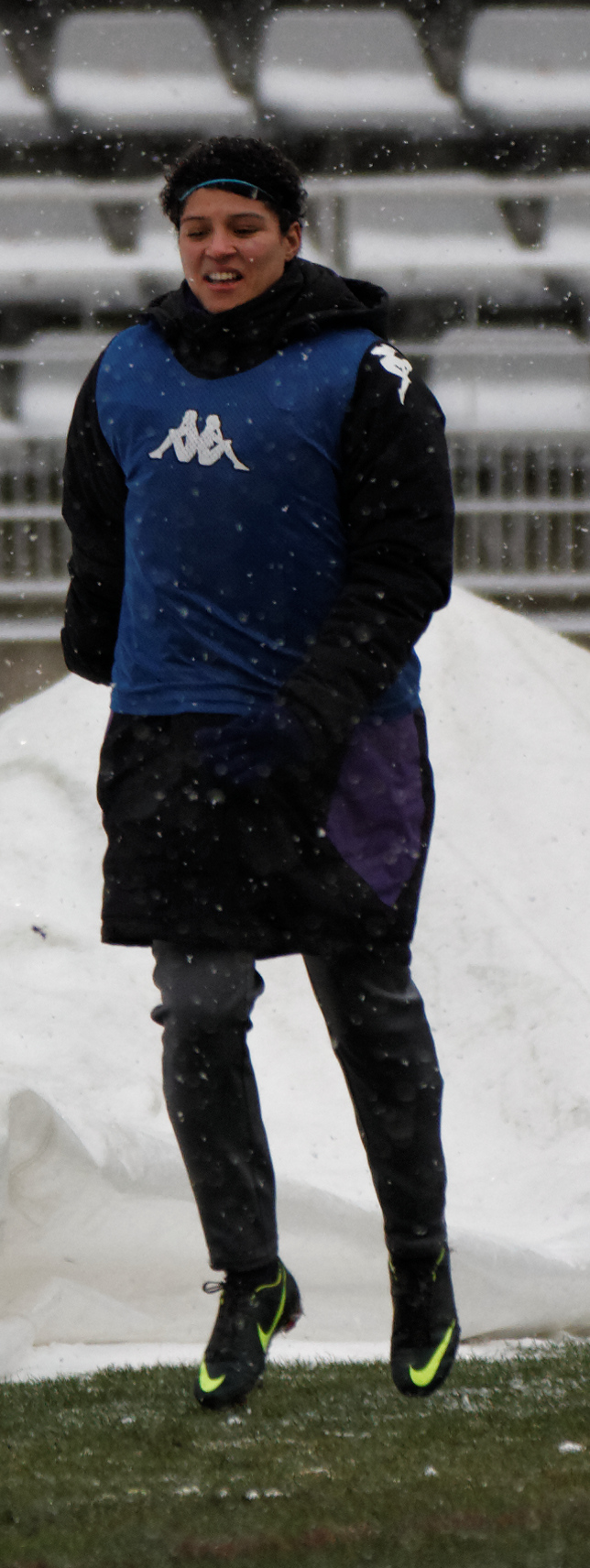
Valérie Gauvin Anfang 2013

Valérie Gauvin (* 1. Juni 1996 in Sainte-Clotilde) ist eine französische Fußballspielerin. Die Torjägerin galt schon früh als eines der größten Offensivtalente im Frauenfußball Frankreichs und ist auch Nationalspielerin.

## Vereinskarriere
Valérie Gauvin wurde in einem Stadtteil von Saint-Denis auf La Réunion geboren, kam aber bereits in sehr jungen Jahren mit ihren Eltern nach Festlandsfrankreich. Dort schloss sie sich bald dem Football Club aus ihrem damaligen Wohnort Mirande an; im 25 km entfernten Auch besuchte sie zunächst eine weiterführende Schule. Mit gerade eben 12 holte sie der Toulouse FC in sein Nachwuchszentrum in Blagnac, wo sie die mit Abstand jüngste Fußballerin war. Beim Téfécé wurden die Fähigkeiten der Stoßstürmerin gefördert und auch höheren Orts erkannt; als sie noch für die C-Jugend spielberechtigt war, war sie bereits Stammspielerin in der A-Jugend-Elf (heutzutage meist U-19 genannt) des Vereins, und der Landesverband FFF berief sie ab 2012 regelmäßig in seine U-16- und U-17-Auswahlmannschaften (siehe den Abschnitt weiter unten). Schon in der Saison 2012/13 bestritt sie zudem die Hälfte aller Erstligapartien mit Toulouses Frauenteam – sie debütierte im Oktober 2012 in einem Spiel beim FC Vendenheim – und nach dessen Abstieg in die zweite Liga (2013) auch dort 20 der 22 Punktspiele. Dabei wurde sie mit 32 Treffern Torschützenkönigin der Division 2 und zur besten Spielerin der Süd-Gruppe gewählt. Bei der U-19 wurde sie 2013/14 nur noch in drei Begegnungen aufgeboten – aber darin erzielte sie gleich 19 Tore.
2014 wechselte Gauvin zum Montpellier HSC, einem der vier französischen Spitzenklubs, wo es ihr anfänglich schwer fiel, sich durchzusetzen. Dennoch brachte sie es in ihrem ersten Jahr dort auf 13 Ligaspiele, und obwohl sie lediglich dreimal in der Startelf stand, erzielte sie sieben Treffer. Ebenso brachte sie es im Landespokalwettbewerb bei drei Einsätzen auf vier Torerfolge. Seit der Spielzeit 2015/16 bildet sie beim MHSC gemeinsam mit der nahezu gleich jungen Marie-Charlotte Léger ein enorm torgefährliches Duo, das es an den ersten drei Spieltagen bereits auf zusammen sieben „Buden“ gebracht hat.
Nach sechs Jahren beim MHSC wechselte Gauvin im Sommer 2020 zum englischen Erstligisten Everton LFC, wo mit Maéva Clemaron eine weitere Französin unter Vertrag steht. Dort lebte die Angreiferin sich schnell gut ein, erzielte gleich beim Saisonauftakt, in dem sie zwanzig Minuten vor Ende eingewechselt wurde, ihren ersten Treffer für den Verein aus Liverpool und hat es mittlerweile bei acht Einsätzen auf fünf Treffer gebracht. (Stand: 18. Oktober 2020) Beim FA-Cup-Finale 2020 erzielte sie das Tor zum zeitweiligen Gleichstand, ehe sich Manchester Citys Frauen in der Verlängerung mit 3:1 durchsetzten. Nach zwei Jahren in England schloss Valérie Gauvin sich 2022 den Amerikanerinnen von North Carolina Courage an. Nach einer halben Saison ohne einen einzigen Einsatz wechselte sie zunächst im August 2022 innerhalb der amerikanischen Liga zu Houston Dash, bevor sie 2023 in die französische Liga zurückkehrte, wo sie sich dem FC Fleury 91 anschloss. Von dort wechselte sie nach nur einem halben Jahr zum Zweitdivisionär FC Montauban.
Von Haus aus Rechtsfuß, verfügt die 1,73 m große Strafraumstürmerin über ein „exzellentes Kopfballspiel und ist zudem insbesondere auch mit Distanzschüssen erfolgreich“. Die aufgrund ihrer Treffsicherheit von Medien und Mitspielerinnen auch „Ronalda“ oder „Kleiner Ronaldo“ genannte Valérie Gauvin hatte 2015 in Montpellier ein Studium aufgenommen.

### Stationen
- Football Club Mirande (2003–2008, als Kind)
- Toulouse Football Club (2008–2014, in Jugend- und Frauenteams)
- Montpellier Hérault SC (2014–2020)
- Everton Ladies Football Club (2020–2022)
- North Carolina Courage (2022)
- Houston Dash (2022)
- FC Fleury 91 (Januar–Juni 2023)
- FC Montauban (seit 2023)

## Nationalspielerin
Valérie Gauvin hat für zwei französische Jahrgangsauswahlteams gespielt. Für den jüngeren B-Jugend-Jahrgang (U-16) stand sie im Frühsommer 2012 bei fünf Länderspielen in der Mannschaft – unter anderem beim U-16-Nordic Cup – und erzielte darin drei Treffer. Mit der U-17 bestritt sie zwischen September 2012 und März 2013 unter Trainerin Angélique Roujas und deren Nachfolger Guy Ferrier neun Spiele, sechs davon in den ersten beiden Runden der Europameisterschaft; hierbei traf sie sogar gleich neunmal für die Französinnen. Ihre regelmäßige Sturmpartnerin war dort Marie-Charlotte Léger.
Doch trotz ihrer beeindruckenden Trefferquote fand Gauvin in der U-18/U-19 keine Berücksichtigung. Dies hing einerseits damit zusammen, dass sie 2013/14 mit Toulouse nur in der zweiten Division spielte und im Jahr darauf bei Montpellier Anlaufschwierigkeiten hatte. Zum anderen setzte Trainer Gilles Eyquem bei der U-19-Europameisterschaft 2013, als Frankreich den Titel gewann, im Angriff auf Clarisse Le Bihan und Kadidiatou Diani und bei der EM 2015 auf Léger, Delphine Cascarino und Gauvins Klubkameradin Sakina Karchaoui. Für die U-20-WM 2016 wurde sie nachnominiert, bestritt dabei fünf Spiele – überwiegend als Einwechselspielerin und ohne eigenen Torerfolg – und wurde Vizeweltmeisterin.
Dafür wurde die Studienanfängerin von Jean-François Niemezcki, der zugleich auch Trainer der B-Nationalfrauschaft ist, bei der Sommer-Universiade im Juli 2015 in der französischen Universitätsauswahl eingesetzt. Sie bestritt in Südkorea sämtliche sechs Spiele und machte mit ebenso vielen Treffern ihrem Ruf alle Ehre. Im lange offenen Finale gegen Russland wurde sie erst in der 50. Minute eingewechselt, erzielte 18 Minuten später das vorentscheidende 1:0 (Footoféminin überschrieb seinen Spielbericht „Valérie Gauvin bricht den Bann“), und eine Viertelstunde später lenkte eine gegnerische Abwehrspielerin einen ihrer Kopfbälle zum 2:0-Endstand ins eigene Tor.
Im September 2015 nominierte Nationaltrainer Philippe Bergeroo Valérie Gauvin überraschenderweise für zwei Spiele der A-Nationalelf nach; darin blieb sie dann aber noch ohne Einsatz, wurde einen Monat später aber erneut berufen und debütierte für die letzten 20 Minuten des Freundschaftsspiels gegen die Niederlande. Bergeroo bescheinigte ihr anschließend „enormes Talent“, kritisierte aber gleichzeitig ihre Lässigkeit, die es zu überwinden gelte.
Im April 2016 stand sie in Frankreichs „zweitem Anzug“ gegen Serbiens A-Elf in der Startformation und erzielte den Treffer zum 2:0-Endstand. Für den Istrien-Cup 2017 fand sie wieder Berücksichtigung im Aufgebot von Frankreich B; bei diesem Turnier gelangen ihr drei Tore. Da auch im Verein ihre Leistungskurve nach oben zeigte, nominierte Bergeroo-Nachfolger Olivier Echouafni Valérie Gauvin in seinen Europameisterschaftskader 2017, wenn auch nur als eine von sechs Reservistinnen. Nach diesem Turnier löste Corinne Diacre Echouafni ab, und sie setzte die Stürmerin sogar wiederholt in Frankreichs Startelf ein – knapp zwei Jahre nach Gauvins Debüt bei den Bleues. 2019 wurde sie in den französischen 23er-Kader zur WM im eigenen Land berufen. Der Mangel an Spielpraxis infolge der zahlreichen Wechsel der letzten Jahre führte allerdings dazu, dass sie nicht mehr nominiert wurde. Ihr derzeit letztes Länderspiel bestritt Gauvin am 26. November 2021.
In ihren bisher 37 A-Länderspielen hat Valérie Gauvin 17 Treffer erzielt; darunter war ein Hattrick im Frühjahr 2018 gegen Nigeria. (Stand: 26. November 2021)

## Palmarès
- Gewinn der Sommer-Universiade 2015
- D2F-Torschützenkönigin 2013/14
- FA-Cup-Finalistin 2020